# Lucho Cáceres
Luis « Lucho » Cáceres (né à Lima le 12 octobre 1969) est un acteur péruvien.